# Tournoi de tennis de Granby
Le Tournoi de Granby est un tournoi international de tennis féminin et masculin des circuits professionnels ITF Women's Circuit, Challenger et WTA créé en 1993. Il a lieu tous les ans au mois de juillet et se joue sur dur en extérieur. Il fait partie du USTA Pro Circuit Wild Card Challenge qui permet de déterminer quel joueur américain obtient une invitation pour disputer l'US Open.
Il a lieu au club de tennis des loisirs de Granby et est soutenu financièrement par la Banque nationale du Canada, la Ville de Granby et Tennis Canada. En 1993 et 1994, il a eu lieu à Montebello. Depuis 2011, le tournoi est mixte,.
Lors de la saison 2022, une 1re édition WTA 250 est inscrite au calendrier WTA.

## Palmarès messieurs

### Simple
| Lieu       | Année | Vainqueur                                           | Finaliste                                           | Score                                               |
| ---------- | ----- | --------------------------------------------------- | --------------------------------------------------- | --------------------------------------------------- |
| Montebello | 1993  | Cristiano Caratti                                   | Steve Bryan                                         | 4-6, 7-5, 6-3                                       |
| Montebello | 1994  | Sébastien Lareau                                    | Patrick Baur                                        | 7-6, 6-1                                            |
| Granby     | 1995  | Robbie Weiss                                        | Sargis Sargsian                                     | 6-2, 6-2                                            |
| Granby     | 1996  | Pas de tournoi                                      | Pas de tournoi                                      | Pas de tournoi                                      |
| Granby     | 1997  | Wayne Black                                         | Cristiano Caratti                                   | 6-1, 6-2                                            |
| Granby     | 1998  | Takao Suzuki                                        | David Caldwell                                      | 7-6, 6-3                                            |
| Granby     | 1999  | Petr Kralert                                        | Mark Knowles                                        | 6-4, 6-7, 7-6                                       |
| Granby     | 2000  | Takao Suzuki                                        | Cecil Mamiit                                        | 6-4, 6-3                                            |
| Granby     | 2001  | Axel Pretzsch                                       | Jeff Morrison                                       | 65-7, 6-3, 6-4                                      |
| Granby     | 2002  | Peter Luczak                                        | Alex Bogomolov Jr                                   | 6-3, 7-66                                           |
| Granby     | 2003  | Frank Dancevic                                      | Eric Taino                                          | 7-610, 6-1                                          |
| Granby     | 2004  | Michael Russell                                     | Davide Sanguinetti                                  | 6-3, 6-2                                            |
| Granby     | 2005  | Danai Udomchoke                                     | Grégory Carraz                                      | 7-66, 2-6, 7-62                                     |
| Granby     | 2006  | Frank Dancevic                                      | Tobias Clemens                                      | 62-7, 7-66, 6-3                                     |
| Granby     | 2007  | Takao Suzuki (3)                                    | Lu Yen-hsun                                         | 6-4, 6-4                                            |
| Granby     | 2008  | Alex Bogdanovic                                     | Danai Udomchoke                                     | 7-614, 3-6, 7-66                                    |
| Granby     | 2009  | Xavier Malisse                                      | Kevin Anderson                                      | 6-4, 6-4                                            |
| Granby     | 2010  | Tobias Kamke                                        | Milos Raonic                                        | 6-3, 7-64                                           |
| Granby     | 2011  | Édouard Roger-Vasselin                              | Matthias Bachinger                                  | 7-69, 4-6, 6-1                                      |
| Granby     | 2012  | Vasek Pospisil                                      | Igor Sijsling                                       | 7-62, 6-4                                           |
| Granby     | 2013  | Frank Dancevic (3)                                  | Lukáš Lacko                                         | 6-4, 64-7, 6-3                                      |
| Granby     | 2014  | Hiroki Moriya                                       | Fabrice Martin                                      | 7-5, 6-74, 6-3                                      |
| Granby     | 2015  | Vincent Millot                                      | Philip Bester                                       | 6-4, 6-4                                            |
| Granby     | 2016  | Frances Tiafoe                                      | Marcelo Arévalo                                     | 6-1, 6-1                                            |
| Granby     | 2017  | Blaž Kavčič                                         | Peter Polansky                                      | 6-3, 2-6, 7-5                                       |
| Granby     | 2018  | Peter Polansky                                      | Ugo Humbert                                         | 6-4, 1-6, 6-2                                       |
| Granby     | 2019  | Ernesto Escobedo                                    | Yasutaka Uchiyama                                   | 7-65, 6-4                                           |
| Granby     | 2020  | Tournoi annulé en raison de la Pandémie de Covid-19 | Tournoi annulé en raison de la Pandémie de Covid-19 | Tournoi annulé en raison de la Pandémie de Covid-19 |
| Granby     | 2021  | Tournoi annulé en raison de la Pandémie de Covid-19 | Tournoi annulé en raison de la Pandémie de Covid-19 | Tournoi annulé en raison de la Pandémie de Covid-19 |
| Granby     | 2022  | Gabriel Diallo                                      | Shang Juncheng                                      | 7-5, 7-65                                           |
| Granby     | 2023  | Alexis Galarneau                                    | Philip Sekulic                                      | 6-3, 3-6, 6-4                                       |
| Granby     | 2024  | Bu Yunchaokete                                      | Térence Atmane                                      | 6-3, 67-7, 6-4                                      |
| Granby     | 2025  | August Holmgren                                     | Liam Draxl                                          | 6-3, 6-3                                            |

### Double
| Lieu       | Année     | Vainqueurs                            | Finalistes                            | Score                                 |
| ---------- | --------- | ------------------------------------- | ------------------------------------- | ------------------------------------- |
| Montebello | 1993      | David DiLucia Doug Flach              | Lan Bale Maurice Ruah                 | 6-3, 6-2                              |
| Montebello | 1994      | Sébastien Lareau Sébastien Leblanc    | Sergio Gomez-Barrio Brian Gyetko      | 6-2, 6-3                              |
| Granby     | 1995      | Brian MacPhie Sandon Stolle           | Mark Knowles Daniel Nestor            | Forfait                               |
| Granby     | 1996      | Pas de tournoi                        | Pas de tournoi                        | Pas de tournoi                        |
| Granby     | 1997      | Grant Doyle Mark Merklein             | Eyal Erlich Lorenzo Manta             | 7-5, 6-3                              |
| Granby     | 1998      | Gouichi Motomura Takao Suzuki         | Bobby Kokavec Frédéric Niemeyer       | 7-6, 6-1                              |
| Granby     | 1999      | Kevin Kim Jimy Szymanski              | Harel Levy Lior Mor                   | 4-6, 6-1, 6-4                         |
| Granby     | 2000      | Lee Hyung-taik Yoon Yong-il           | Frédéric Niemeyer Jerry Turek         | 7-63, 6-3                             |
| Granby     | 2001      | Bobby Kokavec Jeff Morrison           | Brandon Hawk Robert Kendrick          | 6-4, 6-4                              |
| Granby     | 2002      | Noam Behr Michael Joyce               | Thomas Dupre Simon Larose             | 6-0, 6-3                              |
| Granby     | 2003      | Lu Yen-hsun Danai Udomchoke           | Josh Goffi Ryan Sachire               | 64-7, 6-4, 7-60                       |
| Granby     | 2004      | Brian Baker Frank Dancevic            | Harel Levy Davide Sanguinetti         | 6-2, 7-65                             |
| Granby     | 2005      | Johan Landsberg Lu Yen-hsun           | Philip Bester Frank Dancevic          | 4-6, 7-65, 7-5                        |
| Granby     | 2006      | Alessandro Gravina Gary Lugassy       | Lu Yen-hsun Frank Moser               | 6-2, 7-62                             |
| Granby     | 2007      | Sanchai Ratiwatana Sonchat Ratiwatana | Satoshi Iwabuchi Philip Stolt         | 6-2, 7-64                             |
| Granby     | 2008      | Philip Bester Peter Polansky          | Alberto Francis Nicholas Monroe       | 2-6, 6-1, [10-5]                      |
| Granby     | 2009      | Colin Fleming Ken Skupski             | Amir Hadad Harel Levy                 | 6-3, 7-66                             |
| Granby     | 2010      | Frederik Nielsen Joseph Sirianni      | Sanchai Ratiwatana Sonchat Ratiwatana | 4-6, 6-4, [10-6]                      |
| Granby     | 2011      | Karol Beck Édouard Roger-Vasselin     | Matthias Bachinger Frank Moser        | 6-1, 6-3                              |
| Granby     | 2012      | Philip Bester Vasek Pospisil          | Yuichi Ito Takuto Niki                | 6-1, 6-2                              |
| Granby     | 2013      | Érik Chvojka Peter Polansky           | Adam El Mihdawy Ante Pavić            | 6-4, 6-3                              |
| Granby     | 2014      | Marcus Daniell Artem Sitak            | Jordan Kerr Fabrice Martin            | 7-65, 5-7, [10-5]                     |
| Granby     | 2015      | Philip Bester Peter Polansky          | Enzo Couacaud Luke Saville            | 65-7, 7-62, [10-7]                    |
| Granby     | 2016      | Guilherme Clezar Alejandro González   | Saketh Myneni Sanam Singh             | 3-6, 6-1, [12-10]                     |
| Granby     | 2017      | Joe Salisbury Jackson Withrow         | Marcel Felder Go Soeda                | 4-6, 6-3, [10-6]                      |
| Granby     | 2018      | Alex Lawson Li Zhe                    | Juan Cruz Aragone Liam Broady         | 7-62, 6-3                             |
| Granby     | 2019      | André Göransson Sem Verbeek           | Li Zhe Hugo Nys                       | 6-2, 6-4                              |
| Granby     | 2020-2021 | Pas de tournoi (pandémie de Covid-19) | Pas de tournoi (pandémie de Covid-19) | Pas de tournoi (pandémie de Covid-19) |
| Granby     | 2022      | Julian Cash Henry Patten              | Jonathan Eysseric Artem Sitak         | 6-3, 6-2                              |
| Granby     | 2023      | Christian Harrison Miķelis Lībietis   | Tristan Schoolkate Adam Walton        | 6-4, 6-3                              |
| Granby     | 2024      | Andrés Andrade Mac Kiger              | Justin Boulais Joshua Lapadat         | 3–6, 6–3, [10–2]                      |
| Granby     | 2025      | Finn Reynolds James Watt              | Kody Pearson Yuta Shimizu             | 6-3, 6-4                              |

## Palmarès dames

### Simple (Challenger)
| Année     | Dotation                                 | Vainqueur                                | Finaliste                                | Score                                    |
| --------- | ---------------------------------------- | ---------------------------------------- | ---------------------------------------- | ---------------------------------------- |
| 2011      | 25 000 $                                 | Stéphanie Dubois                         | Zhang Ling                               | 6-2, 2-6, 6-1                            |
| 2012      | 25 000 $                                 | Eugenie Bouchard                         | Stéphanie Dubois                         | 6-2, 5-2 ab.                             |
| 2013      | 25 000 $                                 | Risa Ozaki                               | Samantha Murray                          | 0-6, 7-5, 6-2                            |
| 2014      | 25 000 $                                 | Miharu Imanishi                          | Stéphanie Foretz                         | 6-4, 6-4                                 |
| 2015      | 50 000 $                                 | Johanna Konta                            | Stéphanie Foretz                         | 6-2, 6-4                                 |
| 2016      | 50 000 $                                 | Jennifer Brady                           | Olga Govortsova                          | 7-5, 6-2                                 |
| 2017      | 60 000 $                                 | Cristiana Ferrando                       | Katherine Sebov                          | 6-2, 6-3                                 |
| 2018      | 60 000 $                                 | Julia Glushko                            | Arina Rodionova                          | 6-4, 6-3                                 |
| 2019      | 80 000 $                                 | Lisette Cabrera                          | Leylah Annie Fernandez                   | 6-1, 6-4                                 |
| 2020-2021 | Éditions annulées (pandémie de Covid-19) | Éditions annulées (pandémie de Covid-19) | Éditions annulées (pandémie de Covid-19) | Éditions annulées (pandémie de Covid-19) |
| 2023      | $                                        | Kayla Day                                | Katherine Sebov                          | 6-4, 2-6, 7-5                            |
| 2024      | $                                        | Maria Mateas                             | Kayla Cross                              | 6-3, 7-63                                |
| 2025      | $                                        | Talia Gibson                             | Fiona Crawley                            | 6-3, 6-4                                 |

### Double (Challenger)
| Année     | Dotation                                 | Vainqueurs                               | Finalistes                               | Score                                    |
| --------- | ---------------------------------------- | ---------------------------------------- | ---------------------------------------- | ---------------------------------------- |
| 2011      | 25 000 $                                 | Sharon Fichman Sun Shengnan              | Viktoryia Kisialeva Nathalia Rossi       | 6-4, 6-2                                 |
| 2012      | 25 000 $                                 | Sharon Fichman Marie-Ève Pelletier       | Shuko Aoyama Miki Miyamura               | 4-6, 7-5, [10-4]                         |
| 2013      | 25 000 $                                 | Lena Litvak Carol Zhao                   | Julie Coin Emily Webley-Smith            | 7-5, 6-4                                 |
| 2014      | 25 000 $                                 | Hiroko Kuwata Riko Sawayanagi            | Erin Routliffe Carol Zhao                | Forfait                                  |
| 2015      | 50 000 $                                 | Jessica Moore Storm Sanders              | Laura Robson Erin Routliffe              | 7-5, 6-2                                 |
| 2016      | 50 000 $                                 | Jamie Loeb An-Sophie Mestach             | Julia Glushko Olga Govortsova            | 6-4, 6-4                                 |
| 2017      | 60 000 $                                 | Ellen Perez Carol Zhao                   | Alexa Guarachi Olivia Tjandramulia       | 6-2, 6-2                                 |
| 2018      | 60 000 $                                 | Ellen Perez Arina Rodionova              | Erika Sema Aiko Yoshitomi                | 7-5, 6-4                                 |
| 2019      | 80 000 $                                 | Haruka Kaji Junri Namigata               | Quinn Gleason Ingrid Neel                | 7-65, 5-7, [10-8]                        |
| 2020-2021 | Éditions annulées (pandémie de Covid-19) | Éditions annulées (pandémie de Covid-19) | Éditions annulées (pandémie de Covid-19) | Éditions annulées (pandémie de Covid-19) |
| 2023      | $                                        | Marcela Zacarías Renata Zarazúa          | Carmen Corley Ivana Corley               | 6-3, 6-3                                 |
| 2024      | $                                        | Ariana Arseneault Mia Kupres             | Liang En-shuo Park So-hyun               | 6–4, 2–6, [10–6]                         |
| 2025      | $                                        | Alexandra Vagramov Darja Vidmanová       | Saki Imamura Wakana Sonobe               | 7-65, 6-3                                |

### Simple (WTA)
| No | Date       | Nom et lieu du tournoi                          | Catégorie | Dotation  | Surface    | Vainqueure      | Finaliste     | Score    |         |
| -- | ---------- | ----------------------------------------------- | --------- | --------- | ---------- | --------------- | ------------- | -------- | ------- |
| 1  | 21-08-2022 | Championnats Banque Nationale de Granby, Granby | WTA 250   | 251 750 $ | Dur (ext.) | Daria Kasatkina | Daria Saville | 6-4, 6-4 | Tableau |

### Double (WTA)
| No | Date       | Nom et lieu du tournoi                         | Catégorie | Dotation  | Surface    | Vainqueure                     | Finaliste                         | Score            |         |
| -- | ---------- | ---------------------------------------------- | --------- | --------- | ---------- | ------------------------------ | --------------------------------- | ---------------- | ------- |
| 1  | 21-08-2022 | Championnats Banque Nationale de Granby Granby | WTA 250   | 251 750 $ | Dur (ext.) | Alicia Barnett Olivia Nicholls | Harriet Dart Rosalie Van Der Hoek | 5-7, 6-3, [10-1] | Tableau |